# Верхне-Атаманское
Верхне-Атаманское — упразднённое село в Старооскольском районе Белгородской области России. Ныне урочище на территории Старооскольского городского округа. Малая родина Героя Советского Союза Прокудина А.Н. 

## Топоним
Первоначально — Другая Атаманская. Старое и современное название по первопоселенцам — станичным атаманам.

## История
Впервые упоминается в документах за 1615 год как деревня Другая Атаманская по течению реки Чуфички.
Сохранились развалины кирпичной церкви во имя святого Николая Чудотворца, построенной в 1800 году. В 1884 году была построена деревянная сторожка, в которой располагалась приходская школа.
По данным переписи 1885 года, в селе было 257 дворов, 1774 жителя – 906 мужчин, 868 женщин. С июля 1928 года село Верхне-Атаманское (в 1932 году — 2325 жителей) входило в Верхнечуфичевский сельсовет Старооскольского района. В 1950-е годы село делили на Верхне-Атаманское 1-е и Верхне-Атаманское 2-е.
В 1979 году в селе было 699 жителей. За межпереписной период 1979-1989 гг. наблюдался отток населения на новостройки Курской магнитной аномалии. В 1989 году осталось 106 жителей – 51 мужчина, 55 женщин. В 1997-м в Верхне-Атаманском Долгополянского сельского округа Старооскольского района оставалось 5 хозяйств и 16 жителей.
В последующие годы село полностью обезлюдело, на его месте располагаются отвалы Стойленского горно-обогатительного комбината.
В декабре 2020 года Белгородская областная дума упразднила населённый пункт за отсутствием населения.
Закон Белгородской области от 30 декабря 2020 года N 39 исключил село из учетных данных О внесении изменений в статью 1 закона Белгородской области «О создании судебных участков и должностей мировых судей Белгородской области» и статью 20 закона Белгородской области «Об установлении границ муниципальных образований и наделении их статусом городского, сельского поселения, городского округа, муниципального района»

## Население
| 2002 | 2010 |
| ---- | ---- |
| 0    | →0   |

### Историческая численность населения
10-я ревизия (1857—1859) насчитала в Верхне-Атаманском 684 души мужского пола.
По данным переписи 1885 года в селе было 257 дворов, 1774 жителя (906 мужчин, 868 женщин).
В 1979 году в селе 699 жителей. За десятилетие, в связи с оттоком молодёжи в Старый Оскол на новостройки КМА, эта цифра резко уменьшилась. В 1989 году в селе осталось 106 жителей (51 мужчина, 55 женщин). В 1997 году в селе Верхне-Атаманское Долгополянского сельского округа Старооскольского района — 5 хозяйств, 16 жителей.

## Известные уроженцы
- Прокудин, Алексей Николаевич — штурман эскадрильи 108-го авиационного полка 36-й авиационной дивизии 8-го авиационного корпуса Авиации дальнего действия, майор, Герой Советского Союза.
- Александр Васильевич Горожанкин (1914—1991) — советский военачальник, контр-адмирал, участник советско-финской и Великой Отечественной войн.